# Baíste
Baíste (llamada oficialmente Santa María de Baíste) es una parroquia y un lugar español del municipio de Avión, en la provincia de Orense, Galicia.

## Organización territorial
La parroquia está formada por cuatro entidades de población:
- Acevedo
- Baíste
- Liñares
- Rubillón

## Demografía

### Parroquia
| Gráfica de evolución demográfica de Baíste (parroquia) entre 2000 y 2021 |
|                                                                          |
| Datos según el nomenclátor publicado por el INE.                         |

### Lugar
| Gráfica de evolución demográfica de Baíste (lugar) entre 2000 y 2021 |
|                                                                      |
| Datos según el nomenclátor publicado por el INE.                     |